# 戦国自衛隊・関ヶ原の戦い
『戦国自衛隊・関ヶ原の戦い』（せんごくじえいたい せきがはらのたたかい）は、日本のテレビドラマ。2006年1月31日に前編「さらば友よ」が、2月7日に後編「愛する者のために」が日本テレビ系列『ドラマ・コンプレックス』枠で放送された。

## 概要
原作は半村良のSF小説『戦国自衛隊』であるが、題名通り舞台を関ヶ原の戦いにしている。ただし、内容は舞台を同じくする劇画『続・戦国自衛隊』やそのノベライズ版とはまったく別のオリジナルであり、歴史に干渉せず全員無事に現代に帰りたい伊庭と残り少ない命を戦乱の世で完全燃焼させたい嶋村の対立が軸足になっている。後編では、後半の戦闘シーンに映画『戦国自衛隊』から「戦国自衛隊のテーマ」が使われた。
リアリティを出すため、装備については89式5.56mm小銃や5.56mm機関銃MINIMIのプロップガンなどが使用されているほか、衣装についても迷彩服2型のレプリカが使用されている。しかし、実際の自衛隊についての認識不足や誤解している部分がある。戦闘シーンについても、自衛隊による協力で74式戦車などの実車が使用されているが、実物映像はほぼ流用である。
長門裕之・津川雅彦兄弟が共演しているうえ、共演シーンはないが長門の妻・南田洋子も出演している。南田はその後に芸能活動を休止したため、彼女にとって本作品はテレビドラマの遺作となった。
放送終了後の2006年6月21日には、カットされたシーンを追加して収録した完全版DVDがバップより発売されている。

## ストーリー
ある日の夜、流星雨が降り注ぐ空を見ていた少女、伊庭悠は月が赤く見えていた。不吉な予感がした悠は、仕事に行こうとする父親の伊庭明義を引きとめようとするが、本気にはしてくれなかった。しかし伊庭は、「パパは死なないぞ。」と、必ず帰ってくることを約束した。
数日後、富士山の麓にある東富士演習場では、陸上自衛隊東部方面隊第一師団による、実弾を使用した大規模な演習が行われていた。
2泊3日に及ぶこの大演習の中には、悠の父親であり、自衛官でもある伊庭の姿もあった。
突然雨や雪が降ったりという異常気象に見舞われながらも、全ての日程が無事に終わり、各部隊が帰路に着いていたさなか、天空から謎の光が降り注ぎ、伊庭とそのライバルである嶋村拓也が小隊長を務めるそれぞれの隊が、その中に飲み込まれてしまう。
気絶していた伊庭たちが目を覚ますと、そこは富士山がどこにも見えなく、近くに湖があるという、明らかに先ほどまでと周囲の状況が異なる場所にいることに気づく。
混乱する彼らの前に、仲間のヘリが空から現れ、状況を確認してみたが彼らも状況を理解しきれてはいなかった。
しかし、彼らからの情報で唯一分かったこと、それは目の前にある湖が琵琶湖であるということであった。
すぐに情報収集のため偵察を出した伊庭たちであったが、鎧を着て刀や槍を持った謎の武装集団が偵察員たちを襲撃し、なんとか撃退したものの死者が出てしまう。安全を考えてヘリによる偵察に切り替え、大阪まで飛んでみたものの、そこにビルは1つもなく、自分たちが知る町並みとは余りにもかけ離れていたのであった。
翌日、野営をとる伊庭たちの前に、多数の鎧武者を引き連れた男が現れた。
名乗った男の名前は、戦国武将として歴史に残る石田三成の重臣として名を馳せた、島左近と同じものであった。
自分たちにここから立ち去るように迫ってきた島左近に、伊庭は今が何年か尋ねたが、帰ってきた答えは慶長5年という自分たちが本来いるはずの時代から、およそ400年前の数字であった。しかもこの年は、天下分け目の戦いと言われる関ヶ原の戦いが起きる年でもあったのだ。
島左近たちが帰ったあと、自分たちが戦国時代にタイムスリップしたことを自覚した伊庭は、歴史に干渉せず、帰るまでなんとか生き抜こうと全員に呼びかけるが、嶋村は自分たちの力を使って天下を取ろうと主張。
両者の意見は対立し、二人の間には溝ができてしまう。
島左近から、伊庭たち自衛隊の装備の話を聞いた石田三成は、その力を自分のものにするために動き出す。
同じ頃、石田三成と敵対する徳川家康も、自衛隊の存在を知り、ひそかに動き出していた。
歴史に関わらずに現代へ帰還しようとする伊庭であったが、彼の思いとは裏腹に、自衛隊は歴史の渦の中に巻き込まれてゆくのであった。

## 登場兵器
- 74式戦車 1両/嶋村隊所属

　関ヶ原の戦い中徳川軍の罠に嵌り、油の池へ進行したところ火攻めに遭い炎上する。
- 96式装輪装甲車 1両/伊庭隊所属

　徳川軍の忍たちの手により、走行不能に陥る。その後はキャンプ地の森林に放棄される。
- 軽装甲機動車1両/伊庭隊所属
- 73式大型トラック 1台/嶋村隊所属
- 73式中型トラック 1台/伊庭隊所属
- 73式小型トラック 2台/伊庭・嶋村両隊所属
- 偵察用オートバイ 2台/伊庭隊所属
- UH-1J多用途ヘリ 1機/嶋村隊所属

　関ヶ原の戦い中徳川軍の忍の他により、パイロット諸共爆破される。
- 12.7mm重機関銃M2
- 対人狙撃銃
- 5.56mm機関銃MINIMI
- 89式5.56mm小銃
- 9mm拳銃

## キャスト
役柄名の横の括弧は所属小隊。
- 伊庭 明義（伊庭隊2等陸尉）：反町隆史
- 深見 萌（伊庭隊）：佐藤江梨子
- 加納 守（伊庭隊）：池内博之
- 梶本 恵一（伊庭隊）：中村俊介
- 山瀬 光雄（伊庭隊）：海東健
- 黒木 昌哉（伊庭隊）：半田健人
- 武藤 耕司（伊庭隊）：長谷川朝晴
- 松山 謙吾（伊庭隊）：鈴木信二
- 香田 泰之（伊庭隊）：林泰文
- 清水 徹（伊庭隊）：富田翔
- 嶋村 拓也（嶋村隊2等陸尉）：渡部篤郎
- 直井 瑤子（嶋村隊）：辺見えみり
- 宮下 真一（嶋村隊）：布施博
- 川越 稔（嶋村隊）：吉岡毅志
- 江川 豊彦（嶋村隊）：佐伯新
- 脇坂 修也（嶋村隊）：瀬戸口剛
- 浅田 祐二（嶋村隊）：林健太郎
- 桐山 聡（嶋村隊）：中江寿
- 荒井 茂男（嶋村隊）：本郷壮二郎
- 稲垣武司（嶋村隊）：ぼんちおさむ

- 林 道隆（嶋村隊）：草野康太
- 浮田 秀夫（嶋村隊）：川岡大次郎
- 須賀健太
- 田井克幸
- 藤沢徹衛
- 大矢敬典
- 大同伶音
- 土肥徹平
- 土井洋輝
- 野間斗晴
- 杉村怜音
- 佐藤良子
- 妃咲繚
- 徳川家康：津川雅彦[3]
- 本多正信：長門裕之
- 高台院（ねね）：古手川祐子
- 石田三成：竹中直人
- 島左近：松方弘樹
- おしの：白石美帆
- 淀君：秋吉久美子

- 伊庭 薫：川原亜矢子
- 阿茶局：荻野目慶子
- おあき：賀来千香子
- おせん：岩佐真悠子
- 片岡五郎左衛門：高田延彦
- 小早川秀秋[注釈 3]：藤原竜也
- 平岡頼勝：石田太郎
- 大谷吉継：六平直政
- 島津義弘：河原さぶ
- 毛利輝元：松澤一之
- 宇喜多秀家：大沢樹生
- おまき：前田愛
- 多助：金子さやか
- おりん・伊庭悠（一人二役）：八木優希
- おせつ：南田洋子
- ナレーター：神谷明

## スタッフ
- 原作：半村良
- 脚本：石原武龍
- 監督：猪崎宣昭（前編「さらば友よ」）、斎藤光正（後編「愛する者のために」）
- プロデュース：佐藤敦、前田伸一郎、小嶋雄嗣、河瀬光
- 音楽：千住明
- 主題歌：SATOMI' 「Yesterday」
- 撮影：加藤雄大
- CG：ポリゴン・ピクチュアズ
- CG協力：ボーン・デジタル、日本ヒューレット・パッカード
- 操演：羽鳥博幸、横井ユタカ
- ガンエフェクト：BIGSHOT
- 技斗：清家三彦、中村健人、辻井啓伺
- 技術協力：映広
- ロケ協力：小山町フィルムコミッション、滋賀ロケーションオフィス　ほか
- 協力：陸上自衛隊東部方面隊第1師団、中部方面隊第3師団、陸上自衛隊富士学校富士教導団
- 企画協力：角川映画
- 製作協力：東映京都撮影所
- 製作著作：日本テレビ